# 889
889(팔백팔십구)는 888보다 크고 890보다 작은 자연수다.

## 수학
- 합성수로, 그 약수는 1, 7, 127, 889다. 진약수의 합은 135이므로, 889는 부족수다.
- {\displaystyle 889=2^{5}\times 3^{3}+5^{2}}
- {\displaystyle 19^{6}-1}은 889로 나누어떨어진다.

## 과학
- NGC 889: 봉황자리 방향에 있는 타원은하.

## 교통
- 889번 홋카이도도(일본어판)

## 군사
- 889 해군 항공대(영어판): 과거 존재한 영국의 해군 항공대.
- U-889(영어판, 독일어판): 제2차 세계 대전에 사용된 나치 독일의 군용 잠수함.

## 문화유산
- 대한민국의 보물 제889호: 영가진각대사증도가

## 기타
- 연도: 889년, 기원전 889년
- ‘빨리’라는 뜻의 일본어 부사 ‘早く(하야쿠)’의 숫자 고로아와세.